# 1754 en philosophie
Chronologie de la philosophie
- 1750
- 1751
- 1752
- 1753
- 1754
- 1755
- 1756
- 1757
- 1758

L’année 1754 a été marquée, en philosophie, par les événements suivants :

## Publications
- Antoine Arnauld :  Grammaire générale et raisonnée : contenant les fondemens de l'art de parler, expliqués d'une manière claire et naturelle. Paris : Prault fils l'aîné, 1754. Texte en ligne

- Début de la publication par David Hume de : Histoire de l'Angleterre (The History of England, 1754-1762)